# Prunus amygdalus
Il mandorlo (Prunus amygdalus Batsch, 1801) è un albero da frutto appartenente alla famiglia delle Rosacee. La mandorla ne è il seme.

## Origine e storia
Il mandorlo è riverito in molte culture ed è citato molte volte nella Bibbia: tra l'altro il mandorlo è presente in Siria e Palestina. Il nome ebraico shaqed (שָׁקֵד) significa laborioso o vigilante, dato che il mandorlo è uno dei primi alberi a fiorire, di solito all'inizio di febbraio, in coincidenza con il Tu BiShvat (ט״ו בשבט ṭū bišḇāṭ), una festività ebraica anche chiamata "Capodanno degli alberi".
Fin dall'antichità, il mandorlo è stato un simbolo di promessa per la sua precoce fioritura, che simboleggia l'improvvisa e rapida redenzione di Dio per il Suo popolo dopo un periodo in cui sembrava lo avesse abbandonato; si veda ad esempio Geremia 1,11-12. Nella Bibbia il mandorlo è citato dieci volte, a cominciare da Genesi 43,11, dove le mandorle sono menzionate come uno dei "prodotti più scelti del paese".
Il mandorlo cresce nel Mediterraneo orientale e nel Levante; i mandorli sono stati coltivati inizialmente proprio in questa regione. Venne introdotto in Sicilia dai Fenici dalla Grecia (i romani lo chiamavano "noce greca"), dopodiché si diffuse in Francia, Spagna e quasi tutti i paesi del Mediterraneo.
Il frutto del mandorlo selvatico contiene glucoside amigdalina, che si trasforma nel mortale acido cianidrico in seguito a danni al seme. Dopo la coltivazione e l'addomesticamento, le mandorle divennero commestibili: senza dubbio venivano arrostite per eliminarne la tossicità.
Invece le mandorle domestiche non sono tossiche; Jared Diamond ritiene che una mutazione genetica abbia determinato la scomparsa del glucoside amigdalina; questi esemplari mutanti sono stati coltivati da antichi agricoltori. Secondo alcuni studiosi, le mandorle furono uno dei primi alberi da frutto a essere coltivati grazie "all'abilità dei frutticoltori a selezionare i frutti. Così a dispetto del fatto che questa pianta non si presta alla propagazione tramite pollone o tramite talea, esso doveva essere stato addomesticato perfino prima dell'invenzione dell'innesto." I mandorli domestici appaiono nella prima parte dell'Età del bronzo (3000-2000 a.C.). Un esempio archeologico di mandorlo sono i frutti trovati nella tomba di Tutankhamon in Egitto (circa 1325 a.C.), probabilmente importati dal Levante.

## Descrizione

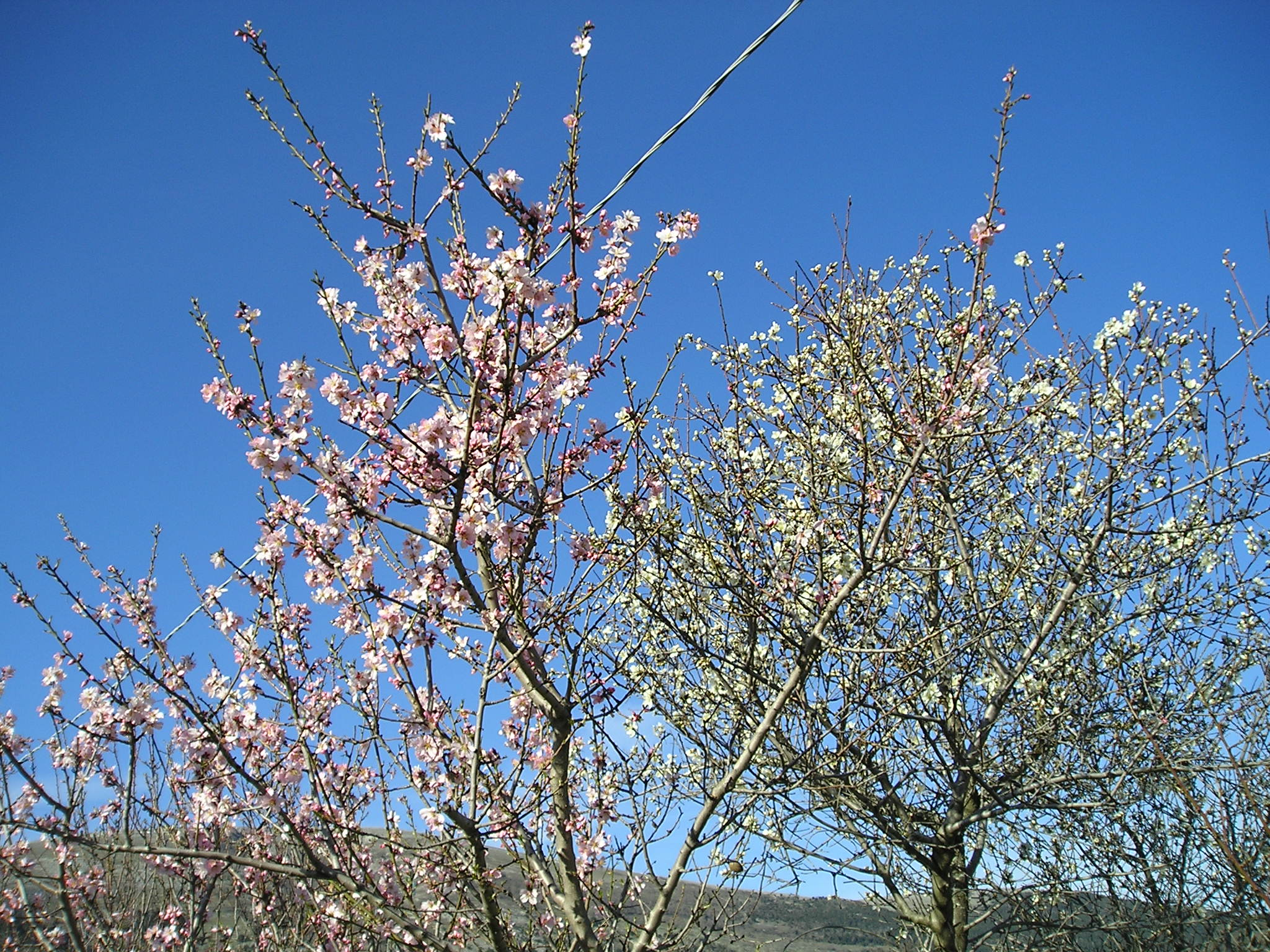
Due varietà di mandorli - San Giovanni Rotondo

Il mandorlo è un albero piccolo, caducifoglie e latifoglie, alto fino a 5-7 metri. Il mandorlo ha crescita lenta ed è molto longevo, può diventare plurisecolare.
Presenta le radici a fittone e fusto dapprima diritto e liscio e di colore grigio, successivamente contorto, screpolato e scuro, le foglie, lunghe fino a 12 cm, sono lanceolate e picciolate; i fiori bianchi o leggermente rosati, con un diametro fino a 5 cm, hanno 5 sepali, 5 petali, 40 stami (disposti su tre verticilli) e un pistillo con ovario semi-infero. I fiori sbocciano all'inizio della primavera: è tra le fioriture più precoci e dove il clima sia mite, anche tra gennaio e febbraio. 
Il frutto è una drupa contenente la mandorla, cioè il seme con guscio legnoso ricoperto da un mallo verde. Le mandorle si raccolgono in settembre-agosto a seconda delle cultivar.

## Distribuzione e habitat
Il mandorlo è nativo dell'Asia sud-occidentale. La forma domestica può maturare i frutti anche al nord delle Isole Britanniche.

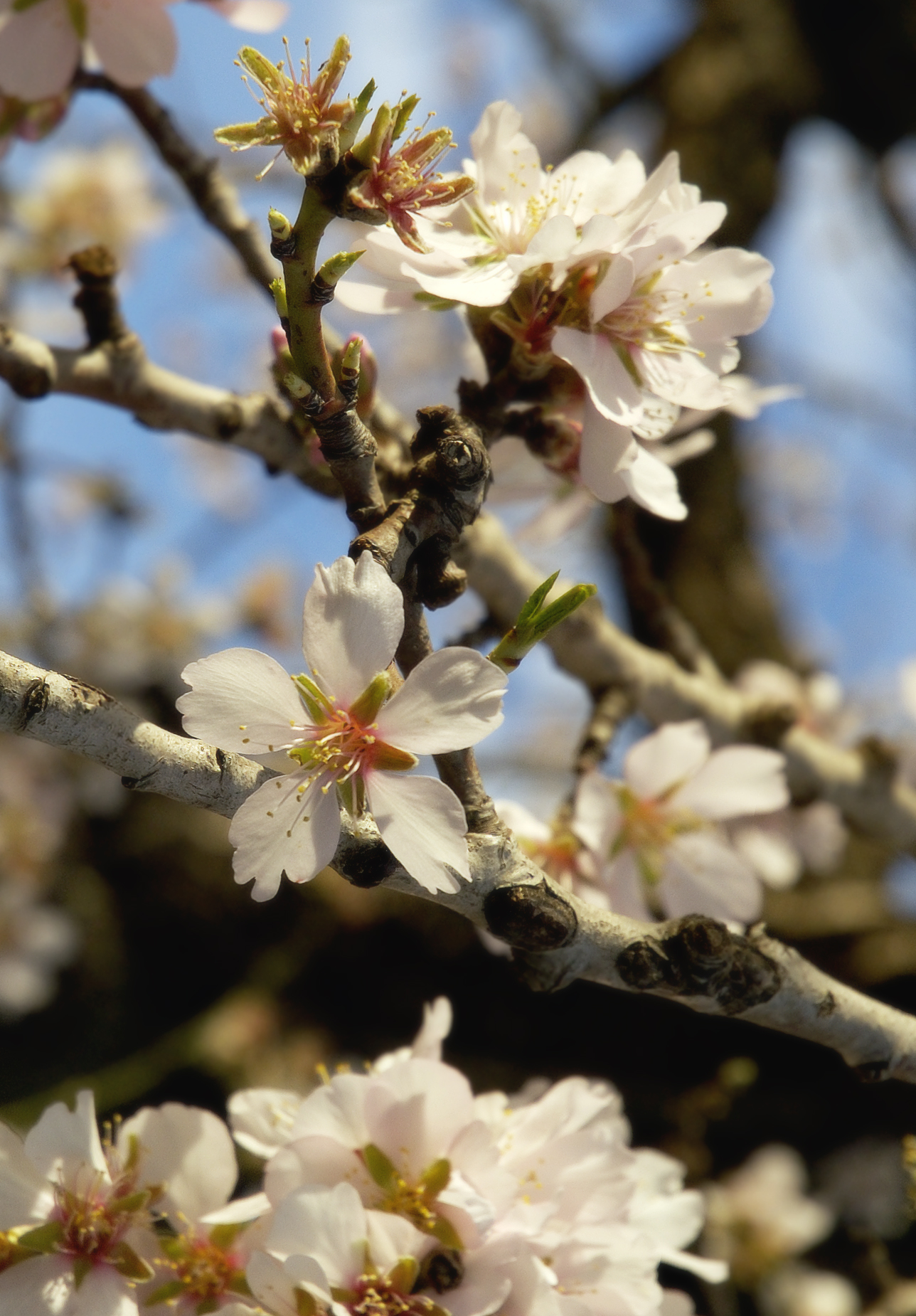
Fiori di mandorlo.

## Coltivazione
L'albero viene coltivato per il suo seme, la mandorla. Di alcune varietà di mandorlo si utilizzano anche il legno e gli endocarpi che, ridotti in cenere, vengono sfruttati nell'industria dei saponi e delle liscivie. Dopo la raccolta, la mandorla viene pulita dal mallo che ricopre il guscio legnoso e fatta asciugare al sole; l'essiccazione consente la conservazione, anche per lunghi periodi, e la commercializzazione.
Alcune delle varietà sono autosterili, quindi per avere la fruttificazione occorre impiantare, o avere presenti, almeno due varietà diverse per l'impollinazione. Precisazione: due piante innestate con la stessa varietà sono lo stesso clone e quindi non sono varietà diverse. Alcune varietà sono parzialmente autofertili e con una sola varietà la produzione sarebbe limitata, quindi si avvantaggiano comunque dell'impollinazione incrociata (entro qualche decina di metri tra altre varietà).

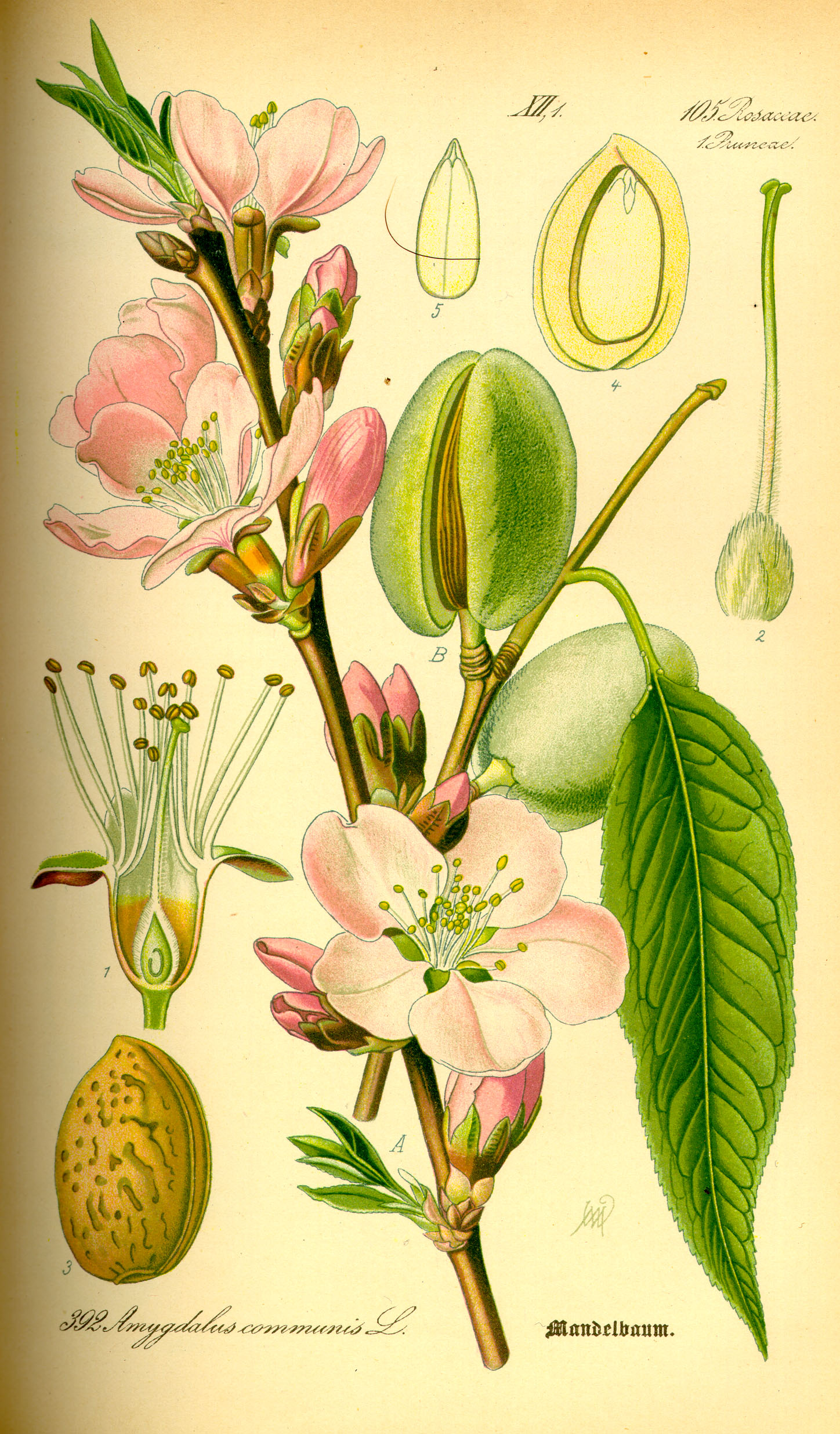
Un'illustrazione del mandorlo.

### Varietà
A seconda delle caratteristiche della mandorla, si distinguono le seguenti varietà:
- amara, i cui semi contengono acido cianidrico;
- dulcis, i cui semi sono utilizzati nell'alimentazione, nell'industria dolciaria e per l'estrazione dell'olio di mandorla officinale;
- fragilis (o sticciamani), con seme dolce, ma endocarpo non legnoso.

Elenco di alcune cultivar più comuni (quelle tardive fioriscono a marzo):
- autofertili a fioritura tardiva: Filippo Cea, Genco, Tuono, Supernova
- autosterili a fioritura tardiva: Ferragnes, Fra Giulio, Falsa Barese
- altre: Fascionello, Ferraduel, Jordanolo, Pizzuta d'Avola

### Avversità
Le principali avversità che colpiscono il mandorlo sono costituite da insetti e funghi. Gli insetti più importanti sono la cimicetta (Monosteira unicostata), la campa (Malacosoma neustria) e il coleottero Anthonomus amygdali; le patologie da funghi più importanti sono l'Armillaria, il Corineo delle drupacee, il Cancro delle drupacee e la Moniliosi.

## Usi
Dai frutti si ottiene una sostanza farinosa utile come detergente cutaneo e come ammorbidente delle mani, contiene molta vitamina E. È possibile ricavare anche un olio protettivo cutaneo.
Il mandorlo è una pianta mellifera, ma si produce il miele solo in alcune aree del meridione dove è più presente la pianta; inoltre la fioritura precoce (gennaio-marzo) delle piante consente di raccogliere il miele solo in aree non troppo fredde, quindi dove le api possono bottinare anche durante la fioritura.

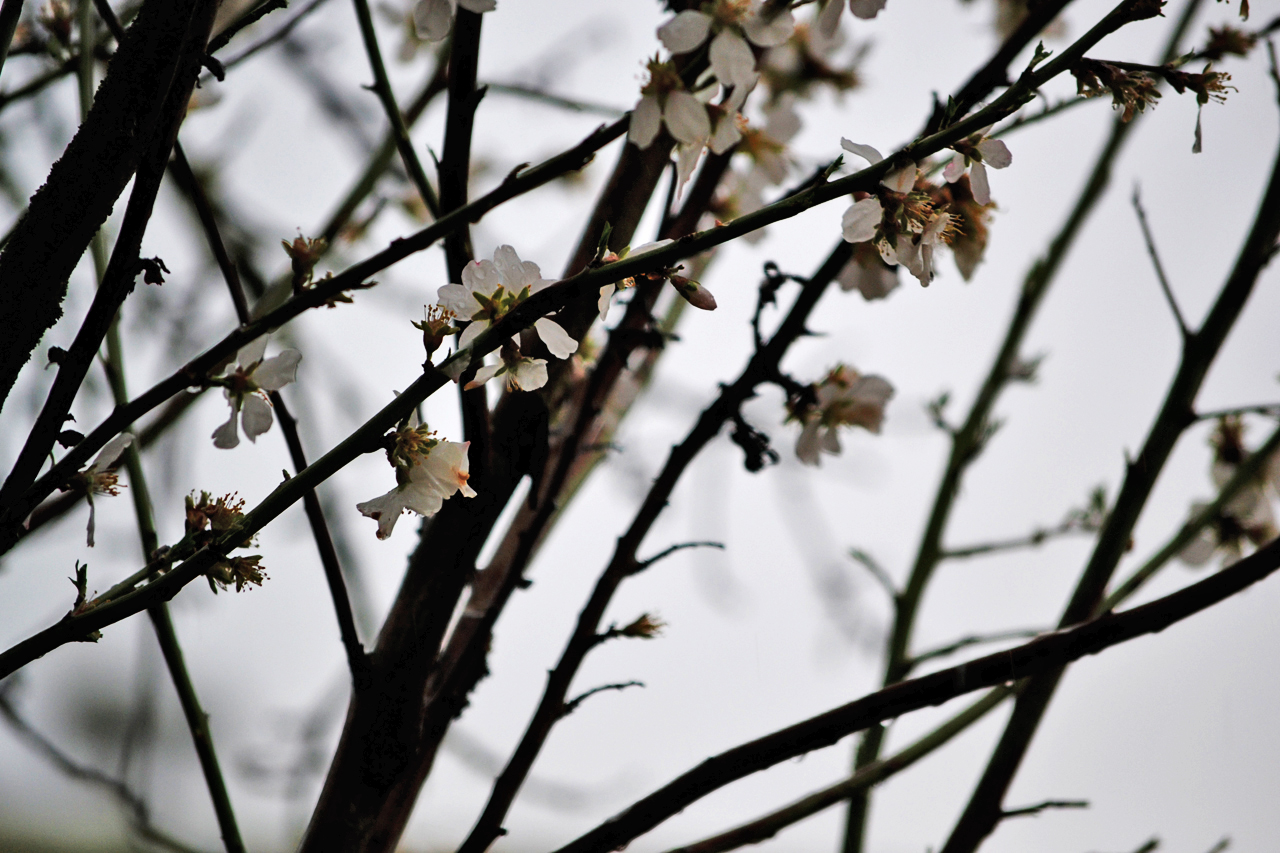
Fiori di mandorlo